# Neacomys
A Neacomys az emlősök (Mammalia) osztályának rágcsálók (Rodentia) rendjébe, ezen belül a hörcsögfélék (Cricetidae) családjába tartozó nem.

## Rendszerezés
A nembe az alábbi 8 faj tartozik:
- Neacomys dubosti Voss, Lunde, & Simmons, 2001
- Neacomys guianae Thomas, 1905
- Neacomys minutus Patton, da Silva, & Malcolm, 2000
- Neacomys musseri Patton, da Silva, & Malcolm, 2000
- Neacomys paracou Voss, Lunde, & Simmons, 2001
- Neacomys pictus Goldman, 1912
- Neacomys spinosus Thomas, 1882 - típusfaj
- Neacomys tenuipes Thomas, 1900